# 宮崎県立宮崎商業高等学校
宮崎県立宮崎商業高等学校（みやざきけんりつみやざきしょうぎょうこうとうがっこう, 英: Miyazaki Prefectural Miyazaki Commercial High School）は、宮崎県宮崎市和知川原三丁目に所在する公立の商業高等学校。「宮商」（みやしょう）の通称で呼ばれている。

## 概要
歴史
1919年（大正8年）創立の「宮崎町立商業学校」（実業学校）を前身とする。1948年（昭和23年）の学制改革により、新制高等学校「宮崎県立宮崎大宮高等学校商業課程」となる。1957年（昭和32年）に宮崎大宮高等学校から商業課程が分離する形で「宮崎県立宮崎商業高等学校」として独立した。2014年（平成26年）に創立95周年を迎えた。
設置課程・学科
全日制課程 4学科（すべて商業に関する学科）
- 商業科
- 経営情報科
- 国際経済科
- 経営科学科

校訓
「克己求道」- 1991年（平成3年）に制定。旧制・商業学校時代の校訓は「士魂商才」。
校章
「学問」を象徴する3本のペン先を背景にして、中央に「商高」の文字（縦書き）を置いている。
校歌
作詞は神尾季羊、作曲は園山謙二による。歌詞は4番まであり、各番に校名の「宮商高」が登場する。
旧制・商業学校時代の校歌は作詞が園田誠一、作曲が福島紅洋。1番に校訓の「士魂商才」が、3番に校名の「宮商」が登場する。また旧制商業学校時代には「花にそむきて幾旬か」、「10点や20点」、「白軍はトントカク」、「若人の意気天をつく」、「東に荒き日向灘」といった応援歌もあった。
同窓会
「おがたま会」と称している。

## 沿革
旧制・宮崎商業学校
- 1919年（大正8年）4月25日 - 「宮崎町立商業学校」（修業年限3年）として設立。98名が入学。
- 1920年（大正9年）7月21日 - 「宮崎町立宮崎商業学校」（修業年限5年、現在の中1～高2に相当）に改称。
- 1924年（大正13年）- 宮崎市の発足により「宮崎市立宮崎商業学校」に改称。
- 1943年（昭和18年）4月1日 - 中等学校令の施行により、この時の入学生から修業年限が4年（現在の中1～高1に相当）となる。
- 1944年（昭和19年）4月1日 - 県立に移管され「宮崎県立宮崎商業学校」に改称。
  - 教育ニ関スル戦時非常措置方策により生徒募集が停止される。1年修了者を宮崎県立宮崎工業学校2年次に編入[1]。
  - 2・3・4年修了者はそのまま商業学校3・4・5年生として在籍。
  - 中等学校令の施行される前に入学した生徒（1941年（昭和16年）4月（4年生）および1942年（昭和17年）4月入学生（3年生））にも修業年限4年が適用されるようになる。
- 1946年（昭和21年）4月1日 - 修業年限が5年に戻る（ただし4年修了時点で卒業することもできた）。
  - 生徒募集を再開。1944年（昭和19年）4月に工業学校に編入した生徒も希望者は商業学校に復学することができた。
- 1947年（昭和22年）4月1日 -  学制改革が行われる。
  - 旧制商業学校の募集を停止。
  - 新制中学校を併設し（以下・併設中学校）、商業学校1・2年修了者を新制中学校2・3年生として収容。
  - 併設中学校は経過措置としてあくまで暫定的に設置されたため、新たに生徒募集は行われず、在校生が2・3年生のみの中学校であった。
  - 商業学校3・4年生はそのまま商業学校4・5年生として在籍（ただし4年修了時点で卒業することもできた）。
- 1948年（昭和23年）3月31日 - 学制改革のため閉校。

旧制・宮崎第二商業学校
- 1941年（昭和16年）4月1日 - 「宮崎市立宮崎第二商業学校」（夜間部）が設置される。
- 1944年（昭和19年）4月1日 - 県立移管の上、「宮崎県立宮崎第二商業学校」に改称。
  - 教育ニ関スル戦時非常措置方策により、募集は停止され、在校生は原則として宮崎県立宮崎工業学校の夜間部に切り替えとなった[1]。
- 1948年（昭和23年）3月31日 - 学制改革のため閉校。

旧制・宮崎女子商業学校
- 1914年（大正3年）- 宮崎女教舎が設立、後に私立宮崎女学校と改称。
- 1920年（大正9年）- 私立宮崎家政実科高等女学校となる。
- 1926年（大正15年）- 江陽高等女学校となる。
- 1944年（昭和19年）4月1日 - 江陽高等女学校が県立移管の上、「宮崎県立宮崎女子商業学校」に改称。
- 1948年（昭和23年）3月31日 - 学制改革のため閉校。

新制高等学校
- 1948年（昭和23年）4月1日 - 宮崎市内の県立旧制中等教育学校4校が統合され、新制高等学校「宮崎県立宮崎大宮高等学校」が発足。
  - 県立旧制中等学校4校 - 宮崎中学校、宮崎第一高等女学校、宮崎商業学校、宮崎女子商業学校
  - 通常制[2]普通課程・商業課程・家庭課程、定時制（夜間部）普通課程、通信教育部が設置される。
  - 4校の併設中学校も統合され、「宮崎県立宮崎大宮高等学校 併設中学校」と称する。
  - 併設中学校の在校生が1946年（昭和21年）に旧制中等学校へ最後に卒業した3年生のみとなる。
- 1949年（昭和24年）3月31日 - 併設中学校を廃止。
- 1957年（昭和32年）4月1日 - 宮崎県立宮崎大宮高等学校から商業課程が分離し「宮崎県立宮崎商業高等学校」（現校名）として独立。
  - 現在地に校舎が完成し移転を完了。1学年あたりの定員を6学級300名とする。
- 1961年（昭和36年）2月 - 体育館が完成。
- 1962年（昭和37年）1月 - 図書館が完成。
- 1965年（昭和40年）4月 - 生徒在籍数が最大の1,485名（各学年9学級、計27学級）を記録。
- 1968年（昭和43年）4月 - 創立50周年を記念してプールが完成。
- 1974年（昭和49年）4月1日 - 学科改編を行い、従来の商業科（9学級）を「商業科（5）・情報処理科（2）・経理科（2）」とする。
- 1975年（昭和50年）3月 - 情報処理科教室・経理科教室が完成。
- 1979年（昭和54年）3月 - 創立60周年を記入して新体育館が完成。
- 1989年（平成元年）4月1日 - 学科改編を行い、商業科（3）・国際経済科（2）・情報処理科（2）・経理科（2）とする。
- 1991年（平成3年）11月27日 - 校訓を制定。
- 1994年（平成6年）4月1日 - 経理科を会計科に改称。
- 2005年（平成17年）3月 - 同窓会館「宮商会館」が完成。
- 2006年（平成18年）4月1日 - 情報処理科を経営情報科に改編。
- 2007年（平成19年）4月1日 - 会計科を経営科学科に改編。

## 学校行事
3学期制
1学期
- 8月 - 1日体験入学、宮商クリーン大作戦

2学期
- 9月 - 体育大会
- 10月 - 久遠[3]祭（文化祭）
- 12月 - 修学旅行

3学期
- 3月 - 宮商マーケット（販売実習）

## 部活動
運動部
- 野球部
  - 春の甲子園大会に3回出場 - 1966年（1回戦敗退）・1969年（1回戦敗退） ・2021年（1回戦敗退）
  - 夏の甲子園大会に6回出場 - 1963年（2回戦敗退）・1964年（準決勝進出）・1969年（1回戦敗退）・2008年（2回戦敗退）・2021年（2回戦からの出場が決定したものの、大会開始後新型コロナウイルス感染症のクラスターが判明したことにより試合を辞退し不戦敗）・2024年（1回戦敗退）・2025年
- 陸上競技部
- サッカー部
- バレーボール部
- バスケットボール部
- ソフトボール部
- テニス部
- ソフトテニス部
- 卓球部
- バドミントン部
- 弓道部 
  - 2024年8月に起きた台風10号に伴う竜巻で弓道場の屋根が吹き飛ばされ、更に置いていた弓が割れる等して12張使用不可となる被害に遭う。
- 空手道部 (廃部)
- 水泳部
- ハンドボール部
- 漕艇部 (廃部)
- カヌー部

文化部
- ITソリューション部
- ワープロ部
- 簿記部
- 珠算・電卓部
- 吹奏楽部
- 音楽部
- 箏曲部
- 演劇部
- 放送部
- 写真部
- 漫画研究部
- 美術部
- 書道部
- 茶道部
- 華道部
- ESS
- マーチング部
- ビジネス・アクティベート・クラブ
- 文芸部
- ダンス部

## 著名な出身者
- 寺岡孝（元プロ野球選手）
- 高橋博士（元プロ野球選手）
- 小川亨（元近鉄バファローズのプロ野球選手、現解説者）
- 水谷実雄（元プロ野球選手）
- 山本真一（元プロ野球選手）
- 西井哲夫（元プロ野球選手）
- 鳥原公二（元プロ野球選手）
- 赤川克紀（元プロ野球選手）
- 中村奈一輝（プロ野球選手）
- 濱田登（高校野球指導者、2008年には本校野球部監督として夏の甲子園出場に導く）
- 菊川優希（柔道家）
- 黒木美晴（柔道家）
- 大迫明伸（柔道家、全日本柔道連盟強化コーチ）
- GO☆マキ（レゲエシンガー、ダンサー、音楽プロデューサー、起業家）

## 交通
最寄りの鉄道駅
- JR九州 日豊本線 「宮崎駅」

最寄りのバス停
- 宮崎交通 「宮商前」バス停

最寄りの幹線道路
- 国道10号
- 宮崎県道26号宮崎須木線「商業学校前」交差点

## 周辺
- 宮崎公立大学
- 宮崎大学教育文化学部附属小学校・中学校
- 宮崎市祇園運動広場・祇園スポーツパーク・北部記念体育館
- 宮崎西地区交流センター
- 宮崎県中央福祉こどもセンター
- 宮崎県中央保健所
- 宮崎和知川原郵便局
- 大淀川
- 小戸神社